# Stora Trollegylet
Stora Trollegylet är en sjö i Älmhults kommun i Småland och ingår i Skräbeåns huvudavrinningsområde.